# Mapiripana
Mapiripana è un distretto dipartimentale della Colombia facente parte del dipartimento di Guainía.